# Булевар Михајла Пупина
| Булевар · МИХАЈЛА ПУПИНА | Булевар · МИХАЈЛА ПУПИНА |
| ------------------------ | ------------------------ |
|                          |                          |
| Општина                  | Нови Београд, Земун      |
| Почетак                  | Бранков мост             |
| Крај                     | Ул. Александра Дупчека   |
| Дужина                   | 3700 m                   |
| Ширина                   | 40 до 63 m               |
| Створена                 | непознато                |
| Названа                  | 1997.                    |
| Стари називи             | Булевар Лењина           |
|                          |                          |
|                          |                          |
|                          |                          |

Булевар Михајла Пупина се налази у Новом Београду и Земуну, од Улице Александра Дупчека до Бранковог моста.
Укупна дужина булевара је око 3700 m.
Булеваром саобраћа велики број дневних и ноћних линија ГСП-а: 15, 16, 17, 65, 67, 68, 71, 72, 73, 75, 75, 77, 81, 82, 83, 85, 88, 603, 610, 611, 612, 613, 704 и 706. 
У Булевару Михајла Пупина налазе се многи важни објекти: биоскоп „Југославија“, такозвани Стари Меркатор, зграда Историјског архива Београда, зграда „Енергопројект“, Скупштина Општине Нови Београд, „ЈУ бизнис центар“ (Блок 12, отворен 1995), Палата Владе Србије, бензинска станица „Дејтон“.
Булевар је дуги низ година носио име по вођи Октобарске револуције и првом председнику СССР-а Владимиру Иљичу Лењину, али је 1997. године булевару промењен назив и он сад носи име познатог српског научника Михајла Пупина.